# Vincent Fayks Airstrip
Vincent Fayks Airstrip (IATA: OEM, ICAO: SMPA) is een landingsstrook met een landingsbaan uit gras in de buurt van het dorp Paloemeu, gelegen in het zuiden van het Surinaamse district Sipaliwini. De landingsbaan is aangelegd in het kader van Operation Grasshopper en werd in 1962 voor het openbaar vliegverkeer opengesteld.
Het vliegveld is vernoemd naar de Poolse piloot Vincent Fajks die in oktober 1959 samen met Ronald Kappel omkwam tijdens een leveringsvlucht voor de aanleg van dit vliegveld. Bij dichte mist vlogen ze tegen een heuvel in de buurt van dit vliegveld.